# Pierre Balmain
Pierre Balmain, född 18 maj 1914 i Saint-Jean-de-Maurienne i Savoie, död 29 juni 1982 i Paris, var en fransk modeskapare som ursprungligen utbildade sig till arkitekt. Balmain arbetade först hos Molyneux och Lucien Lelong i Paris, innan han 1945 öppnade ett eget modehus, La Maison Pierre Balmain (nu Balmain).
Efter de magra krigsåren ville Balmain ge kvinnor ny elegans genom påkostade klänningar med generös vidd i dyrbara material, ofta i guldtyg och med broderier. Stilen kallades The New Look ("den nya franska stilen"). Balmain designade kreationer för en rad internationella celebriteter, bland andra Brigitte Bardot, Marlene Dietrich och Katharine Hepburn. Han blev även personlig modedesigner åt drottning Sirikit av Thailand. 
År 1957 lanserade Balmain en av sina mest kända kreationer – en aftonklänning i siden med blomsterdekorationer.
Efter Balmains död 1982 tog dansken Erik Mortensen över modehuset och 1990 övertog Hervé Pierre Braillard verksamheten. Huset Balmain styrdes därefter från 1993 av Oscar de la Renta fram till 2002 då den unge franske Christophe Decarnin tog över huset. Modehuset skapar i dag inte längre haute couture utan uteslutande prêt-à-porter.
Balmain gav också namn åt parfymer och accessoarer samt öppnade affärer runtom i världen.

## Bilder

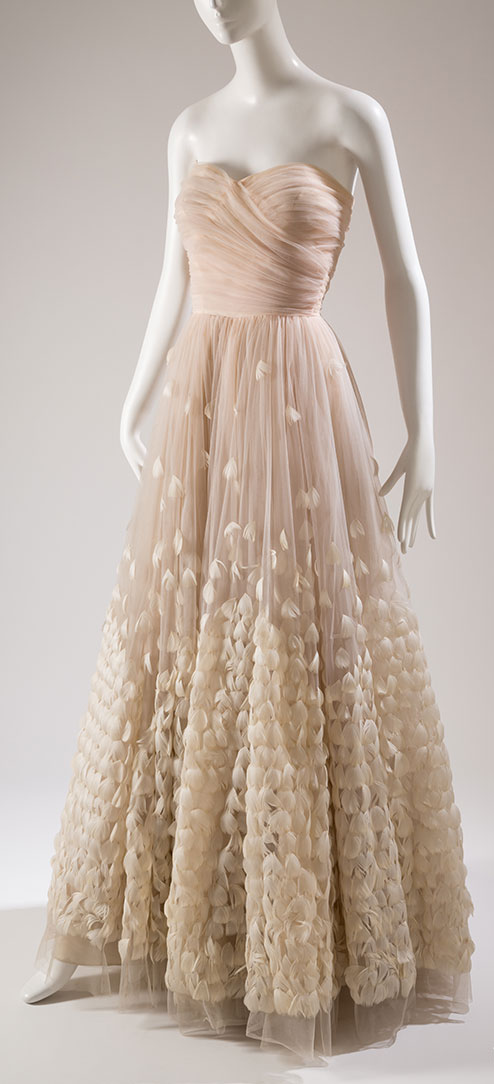
Aftonklänning i tyll.
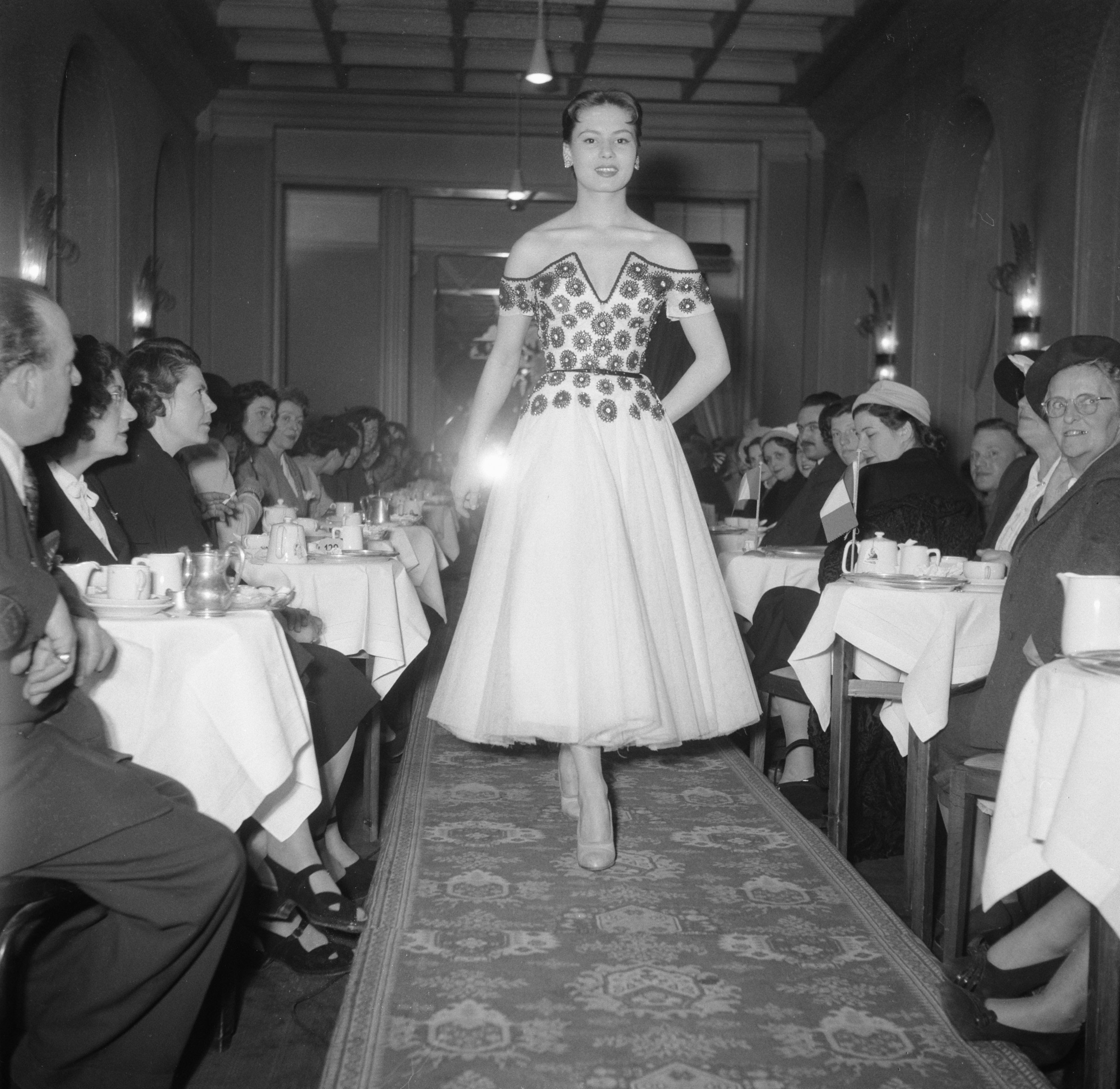
Aftonklänning med kjol i tyll.